# Rakhigarhi

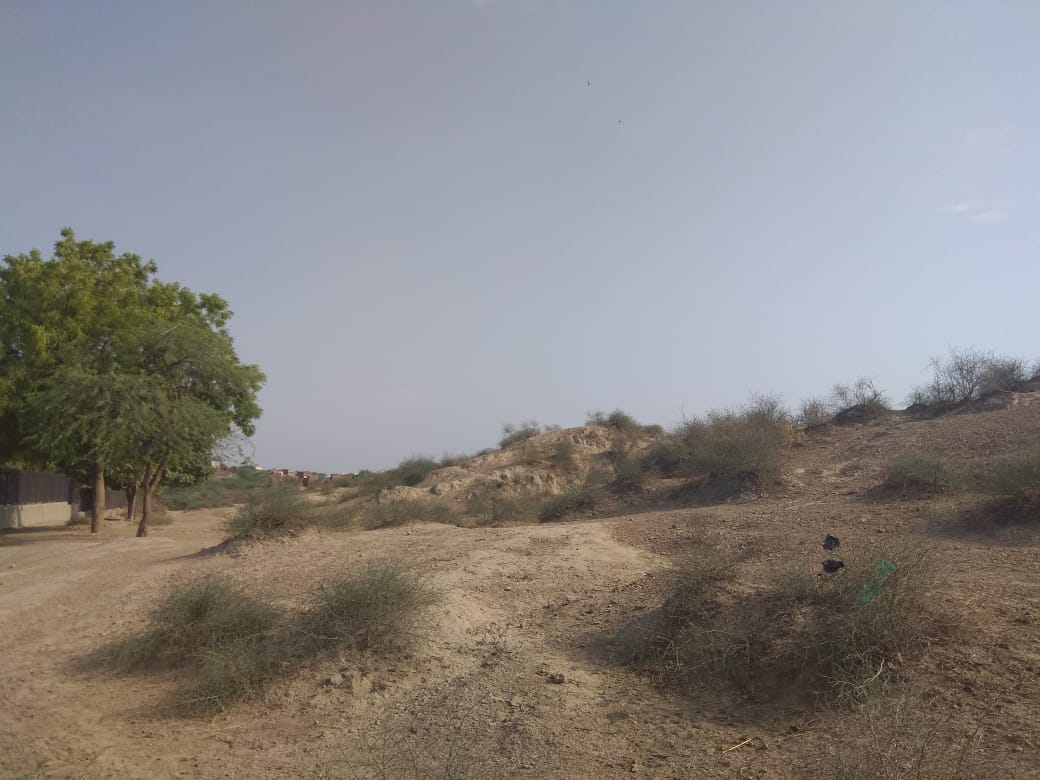
Jedno ze wzgórz w Rakhigarhi

Rakhigarhi, Rakhi Garhi – starożytna osada protomiejska należąca do cywilizacji doliny Indusu, obecnie stanowisko archeologiczne w północnych Indiach, w stanie Hariana, w odległości 125 kilometrów od Delhi.
Znajduje się na płaskiej równinie, około 27 kilometrów od sezonowej rzeki Ghaggar i w swojej historii była częścią kilku faz rozwoju kultury harappańskiej, w tym fazy przedharappańskiej (7000–3300 p.n.e.), wczesnej harappańskiej (3300–2600 p.n.e.) i dojrzałej fazy (2600–1900 p.n.e.) cywilizacji doliny Indusu.
Było to jedno z największych znanych miast starożytnej cywilizacji induskiej, a powierzchnia Rakhigarhi wynosiła, według starszych badań, od 80 do ponad 100 hektarów, nowsze badania dają zaś obraz znacznie większego miasta o powierzchni dochodzącej do 350 hektarów Inne powiązane stanowiska archeologiczne w sąsiedztwie Rakhigarhi to Mitathal i nieco mniejsze w Lohari Ragho, które wciąż czekają na dokładniejsze zbadanie.
Pierwsze wykopaliska na tym stanowisku miały miejsce w latach 60., po których nastąpiły kolejne badania pod koniec lat 90., jednak najbardziej intensywne wykopaliska miały miejsce w ciągu ostatniej dekady i trwają do dziś Pomimo licznych i długoletnich badań większość obszaru nie została jeszcze przebadana archeologicznie, a wyniki opublikowane.
Testy DNA przeprowadzone przez Vasanta Shinde w 2019 roku wykazały, że DNA nie zawierało żadnych śladów pochodzenia mieszkańców ze stepów Azji Środkowej, co jest zgodne z teorią migracji Ariów, która głosi, że Indoariowie przybyli do Indii ze stepów po tym, jak cywilizacja harappańska zaczęła chylić się ku upadkowi.
Rakhigarhi zaliczane jest do ośmiu największych znanych obecnie protomiast należących do cywilizacji doliny Indusu, obok Harappy, Mohendżo Daro, Dholawiry, Ganweriwali, Lothalu, Rupnagaru i Kalibanganu.

## Charakterystyka miejsca

### Położenie
Rakhigarhi położone jest na płaskiej równinie, w odleglości 27 kilometrów od koryta okresowej rzeki Ghaggar. Według Jane McIntosh, Rakhigarhi znajduje się w dolinie prehistorycznej rzeki Drishadvati, która miała swój początek w górach Siwalik.
W pobliżu przepływa też Sarsuti (dopływ Ghaggaru), która razem ze swoim dopływem Chautang mają być pozostałościami antycznej Drishadvati.

### Powierzchnia stanowiska i liczba wzgórz
Większość naukowców, w tym Gregory Possehl, Jonathan Mark Kenoyer, Raymond Allchin i Rita P. Wright podaje w swoich prachach naukowych, że Rakhigari miało od 80 do ponad 100 hektarów.. W 2015 roku Amarendra Nath stwierdził, że „pozostałości archeologiczne w Rakhigari rozciągają się na powierzchni 300 hektarów (3 kilometry kwadratowe), obejmując łącznie siedmiu kopców, z których kopce od 1 do 5 położone są blisko ziemie, a dwa oddalone są od pozostałych”.
Kopce są numerowane zgodnie z przyjętą konwencją nazewnictwa, tj. „RGR-x”, np. RGR-1 do RGR-11. Do 2014 roku znanych było siedem kopców. Podczas wykopalisk w 2014 r. odkryto dwa kolejne kopce, RGR-8 i RGR-9, położone na wschód i zachód od głównego stanowiska, w dużej mierze zniszczone przez uprawę roli. Według Vasanta Shinde każdy z dwóch kopców ma powierzchnię 25 hektarów, co daje łącznie 350 hektarów (3,5 km2), czyniąc tym samym Rakhigarhi największym stanowiskiem cywilizacji doliny Indusu, wyprzedzając Mohenjo-Daro (300 hektarów) o 50 hektarów. Podczas wykopalisk w 2016 rokuże odkryto dwa kolejne kopce, RGR-10 i RGR-11, co daje łącznie 11 kopców. Rakhigarhi wymaga dalszych interdyscyplinarnych badań, ale niewątpliwie jest jednym z największych znanych miast starożytnego Indusu.
Według najnowszych, aktualnych na 2024 rok danych naukowych Rakhigarhi jest największym znanym starożytnym miastem harappańskim i obejmuje powierzchnię ponad 350 hektarów.

### Wiek
Według Garge Tejasa najwcześniejsze osady w Rakhigarhi poprzedzają cywilizację doliny Indusu. Według Possehla nie wszystkie kopce w Rakhigarhi należą do tej samej osady doliny Indusu, stwierdzając, że „wzgórze RGR-6 jest stanowiskiem kultury Sothi-Siswal znanym jako Arda i było prawdopodobnie oddzielną osadą”. Kopce RGR1 do RGR-6 to dzielnice mieszkalne należące do „wczesnego okresu harappańskiego z okresu przedformacyjnego”, podczas gdy kopiec RGR-7 to miejsce pochówku, w którym znaleziono ludzkie szkielety.
ASI (Archeological Survey of India) datowała metodą radiowęglową kopce takie jak RGR-1, RGR-2, RGR-6 i RGR-7. Kopiec RGR-6 ma dwie warstwy fazy przedharappańskiej datowane na 5640 lat przed teraźniejszością (BP) i 5440 (BP). RGR-1 ma pozostałości wczesnej fazy harappańskiej datowane na 5200 i 4570 lat BP. RGR-2 to również wczesna faza harappańska datowana na 5200 i 4570 lat, dodatkowo pochodzą z tego kopca dwie dodatkowe próbki należące do dojrzałej fazy harappańskiej datowane na 4040 i 3900 lat BP. RGR-7, który jest cmentarzyskiem z dojrzałej fazy harappańskiej, datuje się na 4600 lat BP.
W 2014 roku archeolog Amarendra Nath opublikował sześć datowań radiowęglowych z wykopalisk w Rakhigarhi przeprowadzonych w latach 1997–2000, odpowiadających fazom przedharappańskim, wczesnej harappańskiej i dojrzałej harappańskiej. Kopiec RGR-6 ujawnił stadium przedharappańskie, nazywane także okresem Sothi z następującymi dwoma datowaniami próbek: 4470 ± 110 p.n.e. oraz 4280 ± 430 p.n.e.
Aktualny stan wiedzy pozwala na następujący podział chronologiczny:
- Okres 0– okres Sothi, okres przedharappański – przed 3300 rokiem p.n.e. - okres ten nie jest wymieniany w starszych pracach[13] Amarendry Natha dotyczących wykopalisk z lat 1997-1999, jednak nowsze badania z użyciem datowania radiowęglowego cofają początek osadnictwa w Rakhigarhi nawet do roku 4600 p.n.e., nazywając ten okres również okresem preformatywnym, w którym kształtowały się podwaliny przyszłej kultury harappańskiej wczesnej, a później właściwiej (dojrzałej)[20]. Zabudowania z tego okresu nie zachowały się. Gospodarka miała charakter rolno-pasterski, a zachowane z tego okresu artefakty to głównie neolityczne narzędzia krzemienne[13].

- Okres I – kultura wczesnoharappańska 3300 – 2600 p.n.e., w której wyróżnia się trzy fazy – I, II oraz III. Najgłębsze osady tego okresu zawierają liczne fragmenty ceramiki należące do kultury Hakra. Fazy II i III to etapy pełnego rozkwitu wczesnej kultury induskiej. Barania wykazują, że miasto zbudowano na podstawie przygotowanego wcześniej planu – zarówno ulice, jak i mury są zaplanowane starannie i mają jednolitą szerokość, a dzielnice mieszkalne odseparowane są od produkcyjnych. Wskazuje to na istnieje decyzyjnego ośrodka władzy. Występuje ceramika zarówno czerwona jak i płowa i brązowa, a motywy malarskie obejmowały wzory koliste i linie poziome, liście figowca pagodowego ifigowca bengalskiego, a także wzory gwiaździste i siatkowe. Miasto zostało zniszczone przez powódź, która zostawiła po sobie osady o grubości ponad pół metra[13].

- Okres II – właściwa kultura harappańska 2600 1900 p.n.e., w której wyróżnia się trzy fazy – IV, V, VI. Miasto zostało zbudowane od nowa w innym kształcie. Zbudowano specjalne platformy z cegły mułowej celem podniesienia poziomu terenu, ustabilizowania go i ochrony przed powodzią. Odkryto jedną platformę z funkcjach religijnych. Istniały spichlerze i magazyny, a w ich pobliżu odnaleziono pozostałości kramów handlowych. Domy budowano na podobnym, prostokątnym planie jak w okresie I, standardem były łazienki, a system kanalizacyjny obejmował całe miasto. W tym okresie dominowała ceramika czerwona, a jej obfitość i poziom skomplikowania świadczą o zamożności mieszkańców i wysokim poziomie cywilizacyjnym. dalej popularne były motywy roślinne. Miasto zostało ostatecznie zniszczone w wyniku nagłej powodzi[13].

Badania archeologiczne w Rakhigarhi dowodzą, że w mieście nie doszło do fazy schyłkowej – zostało ono przez mieszkańców opuszczone nagle, najprawdopodobniej z powodu wielkiej powodzi. Ludność kultury harappańskiej nigdy już do miasta nie wróciła. Stanowisko zostało ponownie zasiedlone wiele stuleci później, przez ludy kuszańskie.

### Sąsiednie miasta
Rakhigarhi, będące jednym z największych miast i ponadregionalnym centrum handlu cywilizacji doliny Indusu otoczone jest licznymi stanowiskami leżącymi dziś Harianie, Radżastanie i Pendżabie wzdłuż biegu sezonowej rzeki Gagghar. Najważniejsze z nich to Bhirrana (cztery okresy rozwoju, z których najwcześniejszy datowany jest na 8–7 tysiąclecie p.n.e.) 86 kilometrów na północny zachód, Kunal (należący do kultury Kunal, która jest kulturowym poprzednikiem stanowiska Rehman Dheri) 75 kilometrów na północny zachód Siswal (należący do kultury Sothi-Siswal współczesnej wczesnej fazie harappańskiej, datowany na 3800 p.n.e.) 75 kilometrów na zachód, i Kalibangan (inne duże miasto o znaczeniu ponadregionalnym, z kilkoma fazami rozwoju zaczynającymi się od wczesnej fazy harappańskiej) 235 kilometrów na zachód,, a także Banawali, Balu oraz inne.

## Wykopaliska
Do 2020 roku wszystkie udokumentowane wykopaliska prowadzone zarówno przez Archaeological Survey of India, jak i Deccan College objęły łącznie 5% calości stanowiska archeologicznego.

### Chronologia wykopalisk
Podczas gdy najwcześniejsze wykopaliska stanowisk induskich rozpoczęły się w Harappie w latach 1921-1922, a w Mohendżo Daro w 1931 roku, pierwsze udokumentowane wykopaliska w Rakhigarhi przeprowadzono dopiero w 1969 roku, a następnie w latach 1997–98, 1998–99 i 1999–2000, 2011–2016 i 2021. W Rakhigarhi znajduje się łącznie 11 kopców nazwanych od RGR-1 do RGR-11, z których kopiec oznaczony jako RGR-5 jest gęsto zaludniony przez założenie wioski Rakhishahpur i nie jest dostępny do wykopalisk. RGR-1 do RGR-3, RGR6 do RGR9 i część RGR-4 są wzgórzami, na których prowadzenie wykopalisk jest możliwe.
W 1963 r. Archaeological Survey of India (ASI) podjęło pierwszą w historii próbę wykopalisk w tym miejscu, jednak wyniki badań opublikowano jedynie w szczątkowej formie.
W 1969 r. zespół Uniwersytetu Kurukshetra badał i dokumentował stanowisko pod przewodnictwem dziekana studiów indyjskich, doktora Suraja Bhana.
W latach 1997–1998, 1998–1999 i 1999–2000 zespół ASI ponownie prowadził wykopaliska pod przewodnictwem dyrektora dr Amarendra Natha, który publikował swoje odkrycia w czasopismach naukowych. Po roku 2000 wykopaliska wstrzymano na lata z powodu dochodzenia CBI w sprawie niewłaściwego wykorzystania funduszy. Większość znalezisk została przekazana do Muzeum Narodowego w Nowym Delhi.
W latach 2011–2016 Deccan College przeprowadziło kilka znaczących wykopalisk pod przewodnictwem ówczesnego wicekanclerza i archeologa dr Vasanta Shinde, a członkowie zespołu archeologów opublikowali swoje odkrycia w różnych czasopismach naukowych.
Od 2021 r. Archeological Survey of India prowadzi dalsze wykopaliska w Rakhigarhi. a Central University of Haryana i dr Vasant Shinde również wyrazili zainteresowanie rozpoczęciem wykopalisk.

## Odkrycia
Artefakty archeologiczne znalezione w Rakhigarhi potwierdzają zarówno wczesną, jak i dojrzałą fazę Harappa i obejmują zarówno 4600-letnie szkielety ludzkie, jak i fortyfikacje, zabudowania mieszkalne, drogi, warsztaty rzemieślnicze, systemy kanalizacyjne, cmentarzyska i wszelkiego rodzaju artefakty ruchome, w tym ceramikę, narzędzia, biżuterię, zabawki, kamienie szlachetne, pieczęcie i inne przedmioty codziennego użytku.

### Architektura i urbanistyka
Szczegółowe wykopaliska prowadzone na tym terenie przez ASI ujawniły rzeczywiste rozmiary starożytnego miasta i pozwoliły odzyskać liczne artefakty, z których niektóre mają ponad 5000 lat. Rakhigarhi było zamieszkane już we wczesnych czasach harappańskich. Pierwsze zabudowania, których ruiny zachowały się do naszych czasów, pochodzą z czasów kultury wczesnoharappańskiej. Odkryto dowody na istnienie utwardzonych dróg ceglanych, systemu odwadniającego (kanały sanitarne) oraz dużego systemu zbierania wody deszczowej, magazynów i spichlerzy, cegielni, warsztatów rzeźbiarskich i kramów handlowych. Odkryto warsztaty służące fachowej obróbki brązu i metali szlachetnych, w tym miedzi. Znaleziono ołtarze ogniowe, podobne do tych z Kalibanganu, świadczące o prowadzeniu praktyk religijnych. Domy budowane są po obu stronach ulic na regularnym, prostokątnym planie, zawierają łazienki i są połączone z systemem kanalizacyjnym. W domach funkcjonują piece i paleniska. Cmentarzysko ulokowano na wzgórzu w pewnym oddaleniu od zabudowań mieszkalnych.

### Znaleziska
Ceramika w Rakhigarhi odnajdywana jest zarówno w domach mieszkalnych, jak i warsztatach rzemieślniczych oraz miejscach pochówku. Jest bardzo podobna do ceramiki odnajdywanej w innych miastach induskich, szczególnie w Kalibanganie i w Banawali. Występuje ceramika czerwona, płowa i brązowa, w wielu formach, między innymi takich jak miski, słoje, dzbany, talerze, pokrywy czy kubki. Malowanie jest charakterystyczne dla kultury harappańskiej, popularne są motywy geometryczne, zwierzęce i roślinne, w tym figowce. Do rycia wzorów używano narzędzi z drewna, kości czy muszli.
Odnaleziono figurki z terakoty w kształcie byka, podobne do tych z Harappy i Mohendżo Daro (okres wczesnoharappański) i zwierząt i ludzi (dojrzały)
W dotychczasowych wykopaliskach stwierdzono brak figurek bogini-matki, charakterystycznej dla innych miast cywilizacji induskiej , a także figurek krów.
Miedź była najpopularniejszym surowcem do produkcji wyrobów metalowych. Wśród przedmiotów miedzianych z okresu wczesnoharappańskiego znajdziemy narzędzia i przedmioty takie jak strzały, dłuta, igły, biżuterię i bransolety, zaś z okresu dojrzałego groty strzał, noże, igły, gwoździe, dłuta, szpilki, bransolety, pierścienie, lustra, klamry, klipsy i koraliki. Podobne przedmioty wykonywano z brązu.
W mieście funkcjonował przemysł zajmujący się produkcją koralików, z czego ponad 70% z odnalezionych egzemplarzy wykonana jest ze steatyt. Pozostałe z nich wykonane są między innymi z karneolu, agatu czy jaspisu.
Liczne przedmioty wykonywano z muszli, między innymi biżuterię taką jak bransolety, naszyjniki, wisiorki i koraliki, ponadto łyżki, chochle. Znaleziono również wykonane z muszli mozaiki.
Jako materiał wykorzystywano też kości zwierzęce, w szczególności kości długie jak żebra czy rogi wołów i bawołów, a także kości kóz, owiec i ptaków. Znaleziono wytworzone z nich narzędzia takie jak szydła, rylce czy igły, a także ozdoby, w tym także z grawerunkami (także pisma induskiego), a oprócz tego kości do gry, groty włóczni i strzał, haczyki do połowu ryb.
Popularnym surowcem była kość słoniowa, a wytwarzano z niej głównie narzędzia, grzebienie, biżuterię, koraliki, szpachelki czy odważniki.
Licznie znajdowane są przedmioty wykonane z kamienia, takie jak młoty, ostrzałki, pługi, odważniki, żarna, naczynia, tygle, formy odlewnicze czy kamienne kowadła.
Na terenie stanowiska znaleziono narzędzia myśliwskie, takie jak miedziane trzonki i haczyki na ryby, co dowodzi, że mieszkańcy zajmowali się myślistwem i rybołówstwem. Licznie stwierdzono obecność różnych fragmentów zabawek, takich jak miniaturowe koła, miniaturowe pokrywki, kule do procy, figurki zwierząt. Oznaki kwitnącego handlu można dostrzec po znalezionych pieczęciach, biżuterii i ciężarków krzemiennych. Odważniki znalezione tutaj są podobne do odważników znalezionych w wielu innych miejscach induskich, co potwierdza obecność standaryzowanych systemów wagowych.
Odkryto też ślady bawełnianej tkaniny zachowane na srebrnych i brązowych przedmiotach, znane też z Chanhu Daro i Harappy.

### Spichlerze
Pierwszy ze spichlerzy odkryto w trakcie badań w latach 1997-1999. Jest to budynek w kształcie litery L, z dziesięcioma mniejszymi pomieszczeniami wewnątrz. Budynek został wzniesiony, jak większość zabudowań Rakhigarhi, z cegły mułowej.
Na terenie miasta odkryto w 2014 roku kolejny spichlerz należący do dojrzałej fazy harappańskiej (2600 p.n.e. do 2000 p.n.e.). Spichlerz jest zbudowany z cegieł mułowych z podłogą z pochylni pokrytej błotem. Ma siedem prostokątnych pomieszczeń magazynowych. Na dolnej części ściany spichlerza znaleziono znaczące ślady wapna i rozłożonej trawy, co jasno wskazuje na magazynowanie w tym miejscu ziarna, przy czym wapno było używane jako insektycyd, a trawa zapobiegała przedostawaniu się wilgoci. Biorąc pod uwagę rozmiar budowli musiał być to spichlerz przeznaczony dla większej ilości osób.

## Kultura i wierzenia
W Rakhigarhi odkryto ołtarze oraz wnęki apsydowe, które wiąże się z kultem ognia, popularnym również w innych miastach harappańskich, w tym w Kalibanganie.

### Cmentarz i miejsca pochówku
W Rakhigarhi odkryto cmentarz z okresu właściwej kultury harappańskiej, w którym odsłonięto początkowo osiem grobów. Często groby pokryte cegłami miały w jednym przypadku drewnianą trumnę. Różne rodzaje grobów były podcinane, aby utworzyć ziemny nawis, a ciało umieszczano pod nim; a następnie górną część grobu wypełniano cegłami, aby utworzyć konstrukcję dachu nad grobem.
Do roku 2018 odkryto 53 miejsca pochówku z 46 szkieletami. Badanie antropologiczne 37 szkieletów wykazało, że 17 z nich to osobniki dorosłe, 8 to osobniki młodociane, a wieku 12 szkieletów nie udało się zweryfikować. Udało się ustalić płeć 17 szkieletów, z czego 7 to szkielety męskie, a 10 żeńskie. Większość pochówków to typowe pochówki pojedyncze ze szkieletami w pozycji leżącej. Nietypowe pochówki to pochówki grupowe. Niektóre groby to proste doły w ziemi, a inne są wyłożone cegłami i zawierają ceramikę. Niektóre z nich miały również naczynia wotywne ze szczątkami zwierząt symbolizującymi ofiary dla zmarłych. Pozostałości kostne z pochówków wtórnych nie zostały zwęglone, co wyklucza możliwość stosowania praktyk kremacyjnych. Podczas gdy pochówki pojedyncze zachowują wiele cech harappańskich, pochówki grupowe wyróżniają się nietypowymi cechami. Prowadzone są badania i analizy DNA w celu wyjaśnienia tej kwestii.

### Ludzkie szkielety
W kwietniu 2015 r. z kopca RGR-7 wydobyto cztery 4600-letnie kompletne szkielety ludzkie. Należały one do dwóch dorosłych mężczyzn, jednej kobiety (sklasyfikowanej jako „I6113”) i jednego dziecka.Wokół tych szkieletów znaleziono ceramikę z pozostałościami ziaren zbóż, a także bransolety z muszli, co świadczy o przeprowadzaniu rytuałów pogrzebowych.
Odkryto również dwa inne szkielety, mężczyzny w wieku od 35 do 40 lat i kobiety w wieku około 20 lat, którzy zmarli w tym samym czasie. Zostali znalezieni pochowani razem obok siebie, z głowami mężczyzn zwróconymi w stronę kobiet. Ich ceremonialny pochówek wskazuje, że para prawdopodobnie była małżeństwem. Garnki znalezione w ich grobie prawdopodobnie zawierały jedzenie i wodę jako ofiarę dla zmarłych. Agat znaleziony w pobliżu obojczyka mężczyzny prawdopodobnie był częścią naszyjnika.
Mężczyzna miał 177 cm wzrostu, a kobieta 171 cm. Ich szkielety nie wykazywał żadnych nieprawidłowości, urazów ani oznak choroby. Oboje byli prawdopodobnie w dobrym stanie zdrowia w chwili śmierci.
Vasant Shinde w 2019 roku przeprowadził testy DNA na jednym szkielecie. Wyniki ogłoszone we wrześniu 2018 roku oraz artykuł opublikowany w Cell Magazine w 2019 r. pokazują, że DNA nie zawierało żadnych śladów pochodzenia stepowego, co jest zgodne z teorią migracji Ariów, która mówi, że Indoariowie zaczęli migrować do Indii ze stepów Azji Środkowej po tym, jak cywilizacja Indusu zaczęła chylić się ku upadkowi.
Ponieważ szkielety zostały odkopane i wstępnie zbadane z zachowaniem zasad etyki i metody naukowej nie doprowadzając do ich zanieczyszczenia, archeolodzy uważają, że dzięki pomocy najnowszej technologii na tych szkieletach i uzyskanym DNA możliwe jest określenie, jak wyglądali Harappanie 4500 lat temu.Szacuje się, że średni wzrost wynosił 175,8 cm (5 stóp 9 cali) dla mężczyzn i 166,1 cm (5 stóp 5+1⁄2 cala) dla kobiet.
Podczas wykopalisk w 2024 roku na wzgórzu nr 7 odkryto kolejne pochówki, które zawierały 56 szkieletów.

## Współczesność

### Zagrożenia
W maju 2012 roku Global Heritage Fund ogłosił Rakhigarhi jednym z dziesięciu najbardziej zagrożonych miejsc dziedzictwa w Azji, którym grozi nieodwracalna strata i zniszczenie z powodu nacisków rozwojowych, niewystarczającego zarządzania i grabieży. Badanie przeprowadzone w 2012 roku przez Sunday Times wykazało, że miejsce to nie jest należycie zadbane; ogrodzenie jest niekompletne, mieszkańcy wsi sprzedają wykopane z niego artefakty, a samo stanowisko archeologiczne w sporej części dalej zajmowane jest przez prywatne domy. Z powodu braku dostatecznej ochrony miejsca, stanowisko w Rakhigari jest niszczone przez erozję gleby, niekontrolowaną turystykę, nielegalne wykopy, kradzież znalezisk archeologicznych w celu nielegalnej sprzedaży. Kopiec nr 6 (mieszkalny) oraz kopiec nr 7 (dawne cmentarzysko), gdzie w 2015 roku odnaleziono 4 ludzkie szkielety, zostały w przeszłości częściowo zniszczone z powodu wykorzystywania na cele rolnictwa.

### Problem własności
Kopce nr 4 i 5 są częściowo zabudowane budynkami współczesnymi, łącznie na ich terenie stoją 152 domy. ASI posiada tylko 83,5 akrów z 350-hektarowego terenu, na którym łącznie znajduje się 11 kopców archeologicznych. Rząd Indii jest w trakcie procesu nabywania całości terenu w celu prowadzenia wykopalisk i udostępnienia stanowiska dla celów turystycznych.

### Renowacja i konserwacja terenu
W lutym 2020 roku minister finansów Indii Nirmala Sitharaman ogłosiła, że miejsce Rakhigarhi zostanie przekształcone w muzeum i atrakcję turystyczną. ASI wdrożyła plan usunięcia współczesnej zabudowy z terenu stanowiska archeologicznego, w tym 152 domów zlokalizowanych na kopcach R4 i R5. Domy zostaną wyburzone, a mieszkańcy przesiedleni w inne miejsce.

### Atrakcja turystyczna
W Rakhigarhi, jako jednym z najważniejszych miejsc cywilizacji doliny Indusu, utworzono muzeum, którym zarządza rząd stanowy Hariany, a w planach jest budowa gmachu muzeum z ekspozycją stałą. Istnieje również Haryana Rural Antique Museum, należące do Hariańskiego Uniwersytetu Rolniczego. Eksponuje ono ewolucję rolnictwa i antyki z terenów wiejskich, w tym również artefakty z Rakhigarhi. Trzecim muzeum, które przechowuje znaleziska z Rakhigarhi jest Jahaj Kothi Museum w Hisarze, znajdujące się w kompleksie pałacowym wzniesionym przez sułtana Delhi Firuza Szaha Tughlaka. Muzeum to zarządzane jest przez Archaeological Survey of India.
Aby jak najbardziej oddać charakter tego, jak Rakhigarhi wyglądało w starożytności, w miejscu, w którym w czasach cywilizacji Indusu znajdowało się koryto rzeczne wykopano sztuczne jezioro. Zbudowano ponadto tradycyjne ghaty na brzegach jeziora. Całe stanowisko zaplanowano jako park archeologiczny i miejsce dziedzictwa. Wokół jeziora zbudowano ponadto ścieżkę spacerową z miejscami przeznaczonymi do odpoczynku. Tradycyjne ghaty przedstawiają czasy, gdy przez Rakhigarhi przepływała rzeka Drishadvati, którą transportowano towary na handel do portów w Lothalu i Dholawirze, i dalej do Mezopotamii, w tym Elamu i Sumeru.